# Stemmops salenas
Stemmops salenas är en spindelart som beskrevs av Marques och Buckup 1996. Stemmops salenas ingår i släktet Stemmops och familjen klotspindlar. Inga underarter finns listade i Catalogue of Life.